# リンクス (宇宙船)
リンクス（英語: Lynx）は、アメリカ合衆国の企業XCORエアロスペースが開発していた弾道飛行用の有人宇宙船。ロケットエンジンにより飛行して水平離陸水平着陸 (HTHL) するロケットプレーンであり、弾道宇宙旅行を目標に開発が進められていた。
リンクスは2人乗り（パイロット1人と乗客1人）で、微小重力実験用の積荷や小型衛星を高度100 km超まで運ぶことも計画されていた。乗客1人当たりの運賃としては95,000ドルが予定されていた。

## 歴史

### ゼラス
2003年に、XCORはゼラス（英語: Xerus）サブオービタル・スペースプレーンのコンセプトを提案した。パイロット1名と乗客1名および科学実験装置を輸送できる。さらに、遠地点付近で打ち上げられる上段を搭載することも可能で、地球低軌道に人工衛星を運ぶことができる可能性がある。2007年の時点、XCORは将来の2人乗りのスペースプレーンのコンセプトをゼラスと呼び続けていた。

### リンクス
2008年3月26日の発表でXCORは2年以内にも打ち上げを行うとしていたが、スケジュールは以後度々延期され、最終的には2016年5月に従業員の1/3のレイオフならびに今後はULA社とのエンジン開発に事業の重点を置くことを発表、次いで2017年11月にChapter 7の適用を受け倒産した。

## 設計
リンクスは機体の胴体後方付近に液体酸素/ケロシンを燃料とする4基の液体燃料ロケットエンジンを装備していた。これらのエンジンは1基辺り13,000 Nの推進力を生み出す。

### Mark I プロトタイプ
- 最大高度: 62 km[10]
- 内部ペイロード: 120 kg[10]
- 背負式拡張ポッドのペイロード: 280 kg[10]
- その他にも、コックピット内の小スペースと機体外部後方に2か所、ペイロードを搭載可能[10]
- アルミニウム製液体酸素タンク[11]

### Mark II プロダクションモデル
- 最大高度: 100 km以上[10]
- 内部ペイロード: 120 kg[10]
- その他のペイロードスペースについてはMark Iと同様[10]
- 非ヒドラジン系の姿勢制御システム (RCS) 用スラスター[12]3N22[13]
- フッ素重合体複合材料 (Nonburnite) 製液体酸素タンク[14]

### Mark III
- 基本的にはMark IIと同じであるが、拡張ポッドのペイロードが650 kgに拡大しており、2段目となるロケットを搭載することで小型衛星や複数のナノサットを低軌道に打ち上げ可能となる予定であった[10]。

## キャンペーン
ユニリーバが展開する男性用化粧品ブランド“AXE （アックス）”のキャンペーンとして、このリンクスでの飛行の22席を購入し、2013年に日本を含む世界中から民間人宇宙飛行士を選抜した。

## テレビ番組
- 日経スペシャル ガイアの夜明け 2005年 宇宙への旅 ～未来の100兆円市場に賭けろ～（2005年12月6日、テレビ東京）[17] - 宇宙旅行の民間ビジネスを取材。